# Oksana Zubkovska
Oksana Volodymyrivna Zubkovska (ukrainska: Оксана Володимирівна Зубковська), född 15 juli 1981 i Mena, Tjernihiv oblast, Ukrainska SSR, är en ukrainsk friidrottare. Hon har ca 5% syn och har dominerat längdhoppning i klassen damer F12/T12 med bland annat 4 raka paralympiska guld. Hon har även ställt upp i Europamästerskapen i friidrott 2014.